# Piedra Negra de Pesinunte
La Piedra Negra de Pesinunte era un betilo que se decía haber caído del cielo. Se guardaba en el antiguo santuario hitita en Asia Menor (actual Turquía). El santuario era la morada de la diosa Atargatis que se incorporaba en la piedra para presenciar y para recibir los holocaustos. 

## El viaje de la Piedra Negra a Roma
En el año 205 a. C., en plena guerra púnica los romanos consultaron los libros sibilinos para obtener alguna solución o remedio oracular que les proporcionara ayuda para llegar a buen fin en dichas guerras. El oráculo propuso que se enviase una embajada a Pesinunte en Asia Menor para obtener la famosa Piedra Negra que sería de mucha ayuda. Se ignora a qué precio pagaron el fetiche, el caso es que lo consiguieron o al menos una parte muy importante. Los romanos identificaron la Piedra con la propia diosa Cibeles, que en su representación más arcaica era siempre una piedra negra o dicho de otro modo, era el soporte de la epifanía de Cibeles. Le dieron el nombre de Magna Mater. A veces se podía ver un relieve tallado en la piedra, representando a la diosa.
La tradición cuenta que la Piedra Negra o Magna Mater comenzó a hacer prodigia desde su llegada a las costas de Italia al no dejar que la remontasen por el Tíber hasta que llegara para recibirla un romano sin tacha. El romano elegido fue Escipión Nassica. Pero el barco encalló en el puerto de Ostia y nadie fue capaz de enderezarlo. En Roma la vestal Claudia Quinta que había sido acusada de impureza pidió que la dejasen ir hasta Ostia para pedir a la diosa que demostrase su inocencia. Y así fue, Claudia ató un extremo de su cinturón a la nave y tomando la otra punta consiguió que el barco se deslizara y lo fue guiando desde la orilla como por un camino de sirga. La muchedumbre interpretó que la diosa exoneraba a Claudia de toda culpa.

## Ubicación en Roma
La Piedra Negra o Magna Mater fue el primero de los cultos orientales introducidos en Roma. Se instaló con toda ceremonia en el Capitolio en el templo de la Victoria, a la espera de la construcción del propio templo. La costumbre era que los dioses extranjeros permanecieran fuera de la ciudad, pero en este caso se hizo una gran excepción.